# Lista över Nobelpristagare

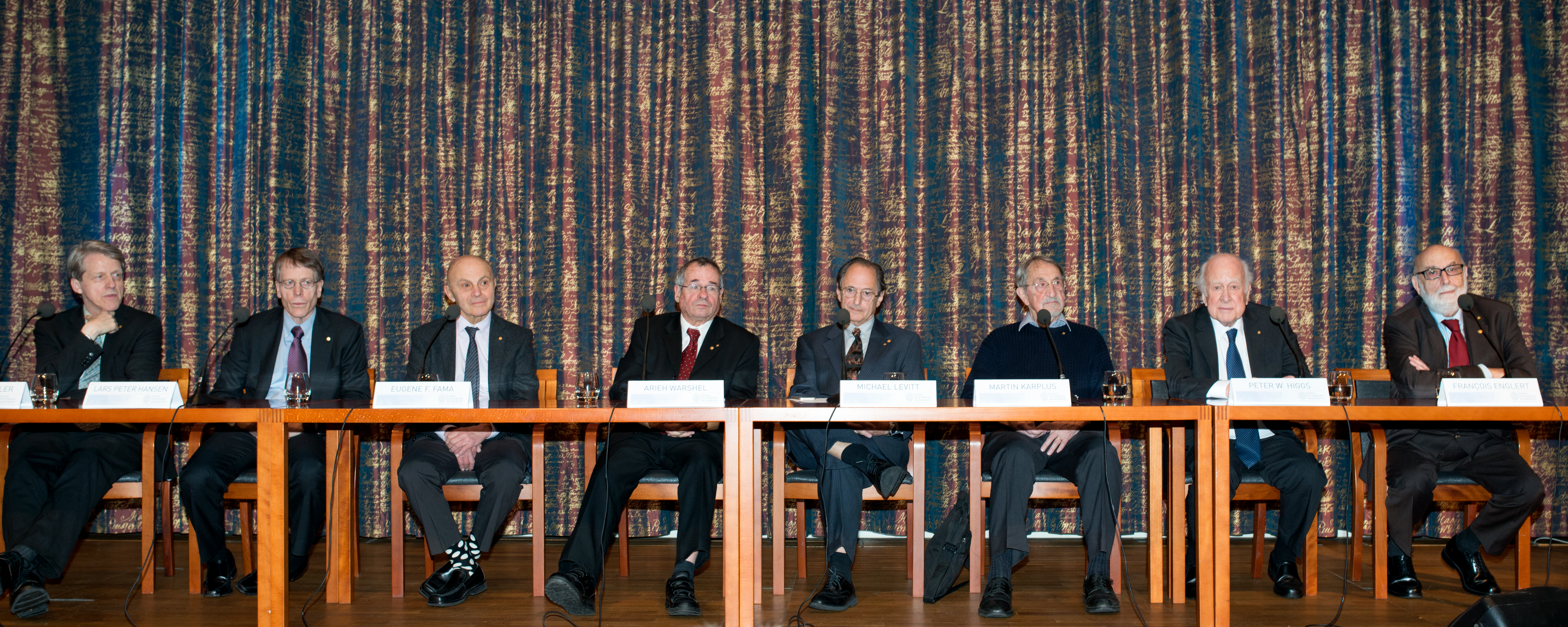
2013 års nobelpristagare under en presskonferens på Kungliga Vetenskapsakademien den 7 december 2013.

Nobelpristagarna utses årligen av Kungliga Vetenskapsakademien, Svenska Akademien, Nobelförsamlingen vid Karolinska institutet samt Norska Nobelkommittén, personer eller organisationer som på ett enastående sätt bidragit till framsteg inom kemi, fysik, litteratur, fred och fysiologi eller medicin. Prisen instiftades genom Alfred Nobels testamente från 1895, som föreskriver att förmögenheten skall förvaltas av en stiftelse.
Ett annat pris, Sveriges Riksbanks pris i ekonomisk vetenskap till Alfred Nobels minne, instiftades 1968 av Sveriges riksbank.

## Beskrivning
Pristagarna utses av separata kommittéer. Kungliga vetenskapsakademin utser pristagare i fysik, kemi och ekonomi, Karolinska institutet i fysiologi eller medicin, och norska Nobelkommittén utser  fredspristagaren. Varje mottagare får en medalj, ett diplom och ett penningpris, vars storlek har varierat genom åren. År 1901 fick de första Nobelpristagarna 150 782 svenska kronor, vilket i penningvärdet i december 2007 motsvarade 7 731 004 kronor. År 2008 fick Nobelpristagarna en prissumma på 10 000 000 kronor. Prisen, med undantag av fredspriset, delas ut i Stockholm under en årlig ceremoni den 10 december, Alfred Nobels dödsdag.
Fredspriset delas ut i Oslo.
Till och med 2015 har 874 unika individer och 26 organisationer fått Nobelpriset samt 76 tilldelats ekonomipriset. Fyra Nobelpristagare tilläts inte motta priset av sina regeringar. Adolf Hitler förbjöd tre tyskar, Richard Kuhn (kemi, 1938), Adolf Butenandt (kemi, 1939) och Gerhard Domagk (fysiologi eller medicin, 1939), att ta emot sina pris, och Sovjetunionen pressade Boris Pasternak (litteratur, 1958) att tacka nej till sitt pris.
Två pristagare, Jean-Paul Sartre (litteratur, 1964) och Le Duc Tho (fred, 1973), tackade nej till priset. Sartre tackade nej till priset som han gjorde med alla andra officiella utmärkelser och Le tackade nej på grund av den situation Vietnam befann sig i vid det tillfället. Sex pristagare har mottagit fler än ett pris. Av dessa sex har Internationella Rödakorskommittén fått tre stycken, vilket är mer än någon annan.
Av de totalt 900 unika Nobelpristagarna till och med 2015 var 825 män, 49 kvinnor och 26 organisationer. Den första kvinna att tilldelas Nobelpriset var Marie Curie, som fick Nobelpriset i fysik 1903. Under de år som Nobelpriset inte delas ut på grund av händelser i världen eller brist på nomineringar går prispengarna tillbaka till den fond som delar ut priset. Nobelpriset delades inte ut mellan 1940 och 1942 på grund av andra världskriget.

## Nobelpristagare
"—" betecknar att inget Nobelpris delades ut detta år inom området.
| År   | Fysiologi eller medicin                                         | Fysik                                                       | Kemi                                                             | Litteratur                         | Fred | Ekonomi[A]                                                     |
| ---- | --------------------------------------------------------------- | ----------------------------------------------------------- | ---------------------------------------------------------------- | ---------------------------------- | --- | -------------------------------------------------------------- |
| 1901 | Emil von Behring                                                | Wilhelm Röntgen                                             | Jacobus Henricus van ’t Hoff                                     | Sully Prudhomme                    | Henri Dunant; Frédéric Passy | 0                                                              |
| 1902 | Ronald Ross                                                     | Hendrik Lorentz; Pieter Zeeman                              | Hermann Emil Fischer                                             | Theodor Mommsen                    | Élie Ducommun; Albert Gobat | 0                                                              |
| 1903 | Niels Ryberg Finsen                                             | Henri Becquerel; Pierre Curie; Marie Curie                  | Svante Arrhenius                                                 | Bjørnstjerne Bjørnson              | Randal Cremer | 0                                                              |
| 1904 | Ivan Pavlov                                                     | Lord Rayleigh                                               | William Ramsay                                                   | Frédéric Mistral; José Echegaray   | Institut de droit international | 0                                                              |
| 1905 | Robert Koch                                                     | Philipp Lenard                                              | Adolf von Baeyer                                                 | Henryk Sienkiewicz                 | Bertha von Suttner | 0                                                              |
| 1906 | Camillo Golgi; Santiago Ramón y Cajal                           | J. J. Thomson                                               | Henri Moissan                                                    | Giosuè Carducci                    | Theodore Roosevelt | 0                                                              |
| 1907 | Alphonse Laveran                                                | Albert A. Michelson                                         | Eduard Buchner                                                   | Rudyard Kipling                    | Ernesto Moneta; Louis Renault | 0                                                              |
| 1908 | Ilja Metjnikov; Paul Ehrlich                                    | Gabriel Lippmann                                            | Ernest Rutherford                                                | Rudolf Eucken                      | Klas Pontus Arnoldson; Fredrik Bajer                                                                                                   | 0                                                              |
| 1909 | Theodor Kocher                                                  | Ferdinand Braun; Guglielmo Marconi                          | Wilhelm Ostwald                                                  | Selma Lagerlöf                     | Auguste Beernaert; Paul Henri d'Estournelles de Constant                                                                               | 0                                                              |
| 1910 | Albrecht Kossel                                                 | Johannes Diderik van der Waals                              | Otto Wallach                                                     | Paul Heyse                         | Internationella fredsbyrån | 0                                                              |
| 1911 | Allvar Gullstrand                                               | Wilhelm Wien                                                | Marie Curie                                                      | Maurice Maeterlinck                | Tobias Asser; Alfred Fried | 0                                                              |
| 1912 | Alexis Carrel                                                   | Gustaf Dalén                                                | Victor Grignard; Paul Sabatier                                   | Gerhart Hauptmann                  | Elihu Root | 0                                                              |
| 1913 | Charles Richet                                                  | Heike Kamerlingh Onnes                                      | Alfred Werner                                                    | Rabindranath Tagore                | Henri La Fontaine | 0                                                              |
| 1914 | Robert Bárány                                                   | Max von Laue                                                | Theodore William Richards                                        | —                                  | — | 0                                                              |
| 1915 | —                                                               | William Henry Bragg; William Lawrence Bragg                 | Richard Willstätter                                              | Romain Rolland                     | — | 0                                                              |
| 1916 | —                                                               | —                                                           | —                                                                | Verner von Heidenstam              | — | 0                                                              |
| 1917 | —                                                               | Charles Glover Barkla                                       | —                                                                | Karl Gjellerup; Henrik Pontoppidan | Internationella Rödakorskommittén | 0                                                              |
| 1918 | —                                                               | Max Planck                                                  | Fritz Haber                                                      | —                                  | — | 0                                                              |
| 1919 | Jules Bordet                                                    | Johannes Stark                                              | —                                                                | Carl Spitteler                     | Woodrow Wilson | 0                                                              |
| 1920 | August Krogh                                                    | Charles Edouard Guillaume                                   | Walther Nernst                                                   | Knut Hamsun                        | Léon Bourgeois | 0                                                              |
| 1921 | —                                                               | Albert Einstein                                             | Frederick Soddy                                                  | Anatole France                     | Hjalmar Branting; Christian Lous Lange                                                                                                 | 0                                                              |
| 1922 | Archibald Hill; Otto Meyerhof                                   | Niels Bohr                                                  | Francis William Aston                                            | Jacinto Benavente                  | Fridtjof Nansen | 0                                                              |
| 1923 | Frederick Banting; John Macleod                                 | Robert A. Millikan                                          | Fritz Pregl                                                      | William Butler Yeats               | — | 0                                                              |
| 1924 | Willem Einthoven                                                | Manne Siegbahn                                              | —                                                                | Władysław Reymont                  | — | 0                                                              |
| 1925 | —                                                               | James Franck; Gustav Hertz                                  | Richard Zsigmondy                                                | George Bernard Shaw                | Austen Chamberlain; Charles G. Dawes                                                                                                   | 0                                                              |
| 1926 | Johannes Fibiger                                                | Jean Baptiste Perrin                                        | Theodor Svedberg                                                 | Grazia Deledda                     | Aristide Briand; Gustav Stresemann | 0                                                              |
| 1927 | Julius Wagner-Jauregg                                           | Arthur H. Compton; Charles Thomson Rees Wilson              | Heinrich Otto Wieland                                            | Henri Bergson                      | Ferdinand Buisson; Ludwig Quidde | 0                                                              |
| 1928 | Charles Nicolle                                                 | Owen Willans Richardson                                     | Adolf Windaus                                                    | Sigrid Undset                      | — | 0                                                              |
| 1929 | Christiaan Eijkman; Frederick Hopkins                           | Louis de Broglie                                            | Arthur Harden; Hans von Euler-Chelpin                            | Thomas Mann                        | Frank B. Kellogg | 0                                                              |
| 1930 | Karl Landsteiner                                                | Venkata Raman                                               | Hans Fischer                                                     | Sinclair Lewis                     | Nathan Söderblom | 0                                                              |
| 1931 | Otto Heinrich Warburg                                           | —                                                           | Carl Bosch; Friedrich Bergius                                    | Erik Axel Karlfeldt                | Jane Addams; Nicholas Murray Butler | 0                                                              |
| 1932 | Charles Scott Sherrington; Edgar Adrian                         | Werner Heisenberg                                           | Irving Langmuir                                                  | John Galsworthy                    | — | 0                                                              |
| 1933 | Thomas Hunt Morgan                                              | Erwin Schrödinger; Paul Dirac                               | —                                                                | Ivan Bunin                         | Norman Angell | 0                                                              |
| 1934 | George Whipple; George Minot; William P. Murphy                 | —                                                           | Harold Urey                                                      | Luigi Pirandello                   | Arthur Henderson | 0                                                              |
| 1935 | Hans Spemann                                                    | James Chadwick                                              | Frédéric Joliot-Curie; Irène Joliot-Curie                        | —                                  | Carl von Ossietzky | 0                                                              |
| 1936 | Henry Hallett Dale; Otto Loewi                                  | Victor F. Hess; Carl D. Anderson                            | Peter Debye                                                      | Eugene O'Neill                     | Carlos Saavedra Lamas | 0                                                              |
| 1937 | Albert Szent-Györgyi                                            | Clinton Davisson; George Paget Thomson                      | Walter Haworth; Paul Karrer                                      | Roger Martin du Gard               | Cecil av Chelwood, Viscount | 0                                                              |
| 1938 | Corneille Heymans                                               | Enrico Fermi                                                | Richard Kuhn[B]                                                  | Pearl S. Buck                      | Nansenbyrån | 0                                                              |
| 1939 | Gerhard Domagk[B]                                               | Ernest Lawrence                                             | Adolf Butenandt;[B] Lavoslav Ružička                             | Frans Eemil Sillanpää              | — | 0                                                              |
| 1940 | —                                                               | —                                                           | —                                                                | —                                  | — | 0                                                              |
| 1941 | —                                                               | —                                                           | —                                                                | —                                  | — | 0                                                              |
| 1942 | —                                                               | —                                                           | —                                                                | —                                  | — | 0                                                              |
| 1943 | Henrik Dam; Edward A. Doisy                                     | Otto Stern                                                  | George de Hevesy                                                 | —                                  | — | 0                                                              |
| 1944 | Joseph Erlanger; Herbert Spencer Gasser                         | Isidor Isaac Rabi                                           | Otto Hahn                                                        | Johannes Vilhelm Jensen            | Internationella Rödakorskommittén | 0                                                              |
| 1945 | Alexander Fleming; Ernst Boris Chain; Howard Walter Florey      | Wolfgang Pauli                                              | Artturi Ilmari Virtanen                                          | Gabriela Mistral                   | Cordell Hull | 0                                                              |
| 1946 | Hermann Joseph Muller                                           | Percy W. Bridgman                                           | James Sumner; John Northrop; Wendell Stanley                     | Hermann Hesse                      | Emily Greene Balch; John Mott | 0                                                              |
| 1947 | Carl Ferdinand Cori; Gerty Cori; Bernardo Alberto Houssay       | Edward Appleton                                             | Robert Robinson                                                  | André Gide                         | Friends Service Council; American Friends Service Committee                                                                            | 0                                                              |
| 1948 | Paul Hermann Müller                                             | Patrick M.S. Blackett                                       | Arne Tiselius                                                    | T.S. Eliot                         | —[C] | 0                                                              |
| 1949 | Walter Hess; Egas Moniz                                         | Hideki Yukawa                                               | William Giauque                                                  | William Faulkner                   | John Boyd Orr | 0                                                              |
| 1950 | Philip Showalter Hench; Edward C. Kendall; Tadeus Reichstein    | Cecil Powell                                                | Otto Diels; Kurt Alder                                           | Bertrand Russell                   | Ralph Bunche | 0                                                              |
| 1951 | Max Theiler                                                     | John Cockcroft; Ernest Walton                               | Edwin McMillan; Glenn T. Seaborg                                 | Pär Lagerkvist                     | Léon Jouhaux | 0                                                              |
| 1952 | Selman Waksman                                                  | Felix Bloch; Edward M. Purcell                              | Archer Martin; Richard Synge                                     | François Mauriac                   | Albert Schweitzer | 0                                                              |
| 1953 | Hans Adolf Krebs; Fritz Albert Lipmann                          | Frits Zernike                                               | Hermann Staudinger                                               | Winston Churchill                  | George C. Marshall | 0                                                              |
| 1954 | John F. Enders; Frederick C. Robbins; Thomas H. Weller          | Max Born; Walther Bothe                                     | Linus Pauling                                                    | Ernest Hemingway                   | FN:s flyktingkommissariat | 0                                                              |
| 1955 | Hugo Theorell                                                   | Willis E. Lamb; Polykarp Kusch                              | Vincent du Vigneaud                                              | Halldór Laxness                    | — | 0                                                              |
| 1956 | André F. Cournand; Werner Forssmann; Dickinson W. Richards      | John Bardeen; Walter H. Brattain; William B. Shockley       | Cyril Hinshelwood; Nikolaj Semjonov                              | Juan Ramón Jiménez                 | — | 0                                                              |
| 1957 | Daniel Bovet                                                    | Chen Ning Yang; Tsung-Dao Lee                               | Alexander Robertus Todd                                          | Albert Camus                       | Lester B. Pearson | 0                                                              |
| 1958 | George Wells Beadle; Edward Lawrie Tatum; Joshua Lederberg      | Pavel Tjerenkov; Ilja M. Frank; Igor Jevgenjevitj Tamm      | Frederick Sanger                                                 | Boris Pasternak[D]                 | Georges Pire | 0                                                              |
| 1959 | Arthur Kornberg; Severo Ochoa                                   | Emilio Segrè; Owen Chamberlain                              | Jaroslav Heyrovský                                               | Salvatore Quasimodo                | Philip J. Noel-Baker | 0                                                              |
| 1960 | Frank Macfarlane Burnet; Peter Medawar                          | Donald A. Glaser                                            | Willard Libby                                                    | Saint-John Perse                   | Albert Lutuli | 0                                                              |
| 1961 | Georg von Békésy                                                | Robert Hofstadter; Rudolf Mössbauer                         | Melvin Calvin                                                    | Ivo Andrić                         | Dag Hammarskjöld (postumt) | 0                                                              |
| 1962 | Francis Crick; James D. Watson; Maurice Wilkins                 | Lev Landau                                                  | Max Perutz; John Kendrew                                         | John Steinbeck                     | Linus Pauling | 0                                                              |
| 1963 | John Carew Eccles; Alan Lloyd Hodgkin; Andrew Huxley            | Eugene Wigner; Maria Goeppert-Mayer; J. Hans D. Jensen      | Karl Ziegler; Giulio Natta                                       | Giorgos Seferis                    | Internationella Rödakorskommittén, ICRC jämte Internationella rödakors- och rödahalvmånefederationen samt Röda Lejonet och Solen, IFRC | 0                                                              |
| 1964 | Konrad Emil Bloch; Feodor Lynen                                 | Charles H. Townes; Nicolay G. Basov; Aleksandr M. Prochorov | Dorothy Crowfoot Hodgkin                                         | Jean-Paul Sartre[E]                | Martin Luther King, Jr. | 0                                                              |
| 1965 | François Jacob; André Lwoff; Jacques Monod                      | Shinichirō Tomonaga; Julian Schwinger; Richard P. Feynman   | Robert Burns Woodward                                            | Michail Sjolochov                  | Unicef | 0                                                              |
| 1966 | Francis Peyton Rous; Charles B. Huggins                         | Alfred Kastler                                              | Robert S. Mulliken                                               | Samuel Agnon; Nelly Sachs          | — | 0                                                              |
| 1967 | Ragnar Granit; Haldan Keffer Hartline; George Wald              | Hans Bethe                                                  | Manfred Eigen; Ronald George Wreyford Norrish; George Porter     | Miguel Ángel Asturias              | — | 0                                                              |
| 1968 | Robert W. Holley; Har Gobind Khorana; Marshall Warren Nirenberg | Luis Alvarez                                                | Lars Onsager                                                     | Yasunari Kawabata                  | René Cassin | 0                                                              |
| 1969 | Max Delbrück; Alfred Hershey; Salvador E. Luria                 | Murray Gell-Mann                                            | Derek Barton; Odd Hassel                                         | Samuel Beckett                     | Internationella arbetsorganisationen                                                                                                   | Ragnar Frisch; Jan Tinbergen                                   |
| 1970 | Julius Axelrod; Ulf von Euler; Bernard Katz                     | Hannes Alfvén; Louis Néel                                   | Luis Federico Leloir                                             | Aleksandr Solzjenitsyn             | Norman Borlaug | Paul Samuelson                                                 |
| 1971 | Earl W. Sutherland                                              | Dennis Gabor                                                | Gerhard Herzberg                                                 | Pablo Neruda                       | Willy Brandt | Simon Kuznets                                                  |
| 1972 | Gerald Edelman; Rodney Robert Porter                            | John Bardeen; Leon Neil Cooper; Robert Schrieffer           | Christian Anfinsen; Stanford Moore; William Stein                | Heinrich Böll                      | — | John Hicks; Kenneth Arrow                                      |
| 1973 | Karl von Frisch; Konrad Lorenz; Nikolaas Tinbergen              | Leo Esaki; Ivar Giaever; Brian D. Josephson                 | Ernst Otto Fischer; Geoffrey Wilkinson                           | Patrick White                      | Henry Kissinger; Lê Đức Thọ[F] | Wassily Leontief                                               |
| 1974 | Albert Claude; Christian de Duve; George Emil Palade            | Martin Ryle; Antony Hewish                                  | Paul Flory                                                       | Eyvind Johnson; Harry Martinson    | Seán MacBride; Eisaku Sato | Gunnar Myrdal; Friedrich Hayek                                 |
| 1975 | David Baltimore; Renato Dulbecco; Howard M. Temin               | Aage Bohr; Ben R. Mottelson; James Rainwater                | John Cornforth; Vladimir Prelog                                  | Eugenio Montale                    | Andrej Sacharov | Leonid Kantorovitj; Tjalling Koopmans                          |
| 1976 | Baruch S. Blumberg; Daniel Carleton Gajdusek                    | Burton Richter; Samuel C.C. Ting                            | William Lipscomb                                                 | Saul Bellow                        | Betty Williams; Mairead Corrigan | Milton Friedman                                                |
| 1977 | Roger Guillemin; Andrew Schally; Rosalyn Yalow                  | Philip W. Anderson; Sir Nevill F. Mott; John H. van Vleck   | Ilya Prigogine                                                   | Vicente Aleixandre                 | Amnesty International | Bertil Ohlin; James Meade                                      |
| 1978 | Werner Arber; Daniel Nathans; Hamilton O. Smith                 | Pyotr Kapitsa; Arno Penzias; Robert Woodrow Wilson          | Peter Mitchell                                                   | Isaac Bashevis Singer              | Anwar Sadat; Menachem Begin | Herbert Simon                                                  |
| 1979 | Allan McLeod Cormack; Godfrey N. Hounsfield                     | Sheldon Glashow; Abdus Salam; Steven Weinberg               | Herbert C. Brown; Georg Wittig                                   | Odysseas Elytis                    | Moder Teresa | Theodore Schultz; William Arthur Lewis                         |
| 1980 | Baruj Benacerraf; Jean Dausset; George Davis Snell              | James Cronin; Val Fitch                                     | Paul Berg; Walter Gilbert; Frederick Sanger                      | Czesław Miłosz                     | Adolfo Pérez Esquivel | Lawrence Klein                                                 |
| 1981 | Roger W. Sperry; David H. Hubel; Torsten N. Wiesel              | Nicolaas Bloembergen; Arthur L. Schawlow; Kai M. Siegbahn   | Kenichi Fukui; Roald Hoffmann                                    | Elias Canetti                      | FN:s flyktingkommissariat | James Tobin                                                    |
| 1982 | Sune Bergström; Bengt Samuelsson; John R. Vane                  | Kenneth G. Wilson                                           | Aaron Klug                                                       | Gabriel García Márquez             | Alva Myrdal; Alfonso García Robles | George Stigler                                                 |
| 1983 | Barbara McClintock                                              | Subramanyan Chandrasekhar; William A. Fowler                | Henry Taube                                                      | William Golding                    | Lech Wałęsa | Gerard Debreu                                                  |
| 1984 | Niels Kaj Jerne; Georges J.F. Köhler; César Milstein            | Carlo Rubbia; Simon van der Meer                            | Robert Bruce Merrifield                                          | Jaroslav Seifert                   | Desmond Tutu | Richard Stone                                                  |
| 1985 | Michael Stuart Brown; Joseph L. Goldstein                       | Klaus von Klitzing                                          | Herbert A. Hauptman; Jerome Karle                                | Claude Simon                       | International Physicians for the Prevention of Nuclear War                                                                             | Franco Modigliani                                              |
| 1986 | Stanley Cohen; Rita Levi-Montalcini                             | Ernst Ruska; Gerd Binnig; Heinrich Rohrer                   | Dudley R. Herschbach; Yuan T. Lee; John C. Polanyi               | Wole Soyinka                       | Elie Wiesel | James M. Buchanan                                              |
| 1987 | Susumu Tonegawa                                                 | J. Georg Bednorz; K. Alex Müller                            | Donald J. Cram; Jean-Marie Lehn; Charles J. Pedersen             | Joseph Brodsky                     | Óscar Arias | Robert Solow                                                   |
| 1988 | James W. Black; Gertrude B. Elion; George H. Hitchings          | Leon M. Lederman; Melvin Schwartz; Jack Steinberger         | Johann Deisenhofer; Robert Huber; Hartmut Michel                 | Naguib Mahfouz                     | FN:s fredsbevarande styrkor | Maurice Allais                                                 |
| 1989 | J. Michael Bishop; Harold E. Varmus                             | Norman F. Ramsey; Hans G. Dehmelt; Wolfgang Paul            | Sidney Altman; Thomas Cech                                       | Camilo José Cela                   | Tenzin Gyatso, den fjortonde Dalai Lama                                                                                                | Trygve Haavelmo                                                |
| 1990 | Joseph E. Murray; Edward Donnall Thomas                         | Jerome I. Friedman; Henry W. Kendall; Richard E. Taylor     | Elias James Corey                                                | Octavio Paz                        | Michail Gorbatjov | Harry Markowitz; Merton Miller; William F. Sharpe              |
| 1991 | Erwin Neher; Bert Sakmann                                       | Pierre-Gilles de Gennes                                     | Richard R. Ernst                                                 | Nadine Gordimer                    | Aung San Suu Kyi | Ronald Coase                                                   |
| 1992 | Edmond H. Fischer; Edwin G. Krebs                               | Georges Charpak                                             | Rudolph A. Marcus                                                | Derek Walcott                      | Rigoberta Menchú | Gary Becker                                                    |
| 1993 | Richard J. Roberts; Phillip Allen Sharp                         | Russell A. Hulse; Joseph Taylor                             | Kary Mullis; Michael Smith                                       | Toni Morrison                      | Nelson Mandela; Frederik Willem de Klerk                                                                                               | Robert Fogel; Douglass North                                   |
| 1994 | Alfred G. Gilman; Martin Rodbell                                | Bertram N. Brockhouse; Clifford G. Shull                    | George A. Olah                                                   | Kenzaburo Oe                       | Yassir Arafat; Shimon Peres; Yitzhak Rabin                                                                                             | John Harsanyi; John Forbes Nash; Reinhard Selten               |
| 1995 | Edward B. Lewis; Christiane Nüsslein-Volhard; Eric F. Wieschaus | Martin L. Perl; Frederick Reines                            | Paul J. Crutzen; Mario J. Molina; Frank Sherwood Rowland         | Seamus Heaney                      | Joseph Rotblat; Pugwash Conferences on Science and World Affairs                                                                       | Robert Lucas Jr.                                               |
| 1996 | Peter C. Doherty; Rolf M. Zinkernagel                           | David M. Lee; Douglas D. Osheroff; Robert C. Richardson     | Robert F. Curl Jr.; Harold Kroto; Richard Smalley                | Wisława Szymborska                 | Carlos Filipe Ximenes Belo; José Ramos-Horta                                                                                           | James Mirrlees; William Vickrey                                |
| 1997 | Stanley B. Prusiner                                             | Steven Chu; Claude Cohen-Tannoudji; William D. Phillips     | Paul D. Boyer; John E. Walker; Jens Christian Skou               | Dario Fo                           | International Campaign to Ban Landmines; Jody Williams                                                                                 | Robert C. Merton; Myron Scholes                                |
| 1998 | Robert F. Furchgott; Louis J. Ignarro; Ferid Murad              | Robert B. Laughlin; Horst L. Störmer; Daniel C. Tsui        | Walter Kohn; John Pople                                          | José Saramago                      | John Hume; David Trimble | Amartya Sen                                                    |
| 1999 | Günter Blobel                                                   | Gerardus 't Hooft; Martinus J.G. Veltman                    | Ahmed Zewail                                                     | Günter Grass                       | Läkare utan gränser | Robert Mundell                                                 |
| 2000 | Arvid Carlsson; Paul Greengard; Eric Kandel                     | Zhores I. Alferov; Herbert Kroemer; Jack Kilby              | Alan Heeger; Alan MacDiarmid; Hideki Shirakawa                   | Gao Xingjian                       | Kim Dae-jung | James Heckman; Daniel McFadden                                 |
| 2001 | Leland H. Hartwell; Tim Hunt; Paul Nurse                        | Eric A. Cornell; Wolfgang Ketterle; Carl E. Wieman          | William S. Knowles; Ryoji Noyori; Karl Barry Sharpless           | V. S. Naipaul                      | Förenta nationerna; Kofi Annan | George Akerlof; Michael Spence; Joseph E. Stiglitz             |
| 2002 | Sydney Brenner; H. Robert Horvitz; John E. Sulston              | Raymond Davis Jr.; Masatoshi Koshiba; Riccardo Giacconi     | John Fenn; Koichi Tanaka; Kurt Wüthrich                          | Imre Kertész                       | Jimmy Carter | Daniel Kahneman; Vernon L. Smith                               |
| 2003 | Paul Lauterbur; Peter Mansfield                                 | Alexei A. Abrikosov; Vitaly L. Ginzburg; Anthony J. Leggett | Peter Agre; Roderick MacKinnon                                   | J. M. Coetzee                      | Shirin Ebadi | Robert F. Engle; Clive Granger                                 |
| 2004 | Richard Axel; Linda B. Buck                                     | David J. Gross; H. David Politzer; Frank Wilczek            | Aaron Ciechanover; Avram Hershko; Irwin Rose                     | Elfriede Jelinek                   | Wangari Maathai | Finn E. Kydland; Edward C. Prescott                            |
| 2005 | Barry Marshall; Robin Warren                                    | Roy J. Glauber; John L. Hall; Theodor W. Hänsch             | Yves Chauvin; Robert H. Grubbs; Richard R. Schrock               | Harold Pinter                      | Internationella atomenergiorganet; Mohamed ElBaradei                                                                                   | Robert Aumann; Thomas Schelling                                |
| 2006 | Andrew Fire; Craig Mello                                        | John C. Mather; George F. Smoot                             | Roger D. Kornberg                                                | Orhan Pamuk                        | Muhammad Yunus; Grameen Bank | Edmund Phelps                                                  |
| 2007 | Mario Capecchi; Martin Evans; Oliver Smithies                   | Albert Fert; Peter Grünberg                                 | Gerhard Ertl                                                     | Doris Lessing                      | FN:s klimatpanel; Al Gore | Leonid Hurwicz; Eric Maskin; Roger Myerson                     |
| 2008 | Harald zur Hausen; Françoise Barré-Sinoussi; Luc Montagnier     | Yoichiro Nambu; Makoto Kobayashi; Toshihide Maskawa         | Osamu Shimomura; Martin Chalfie; Roger Tsien                     | Jean-Marie Gustave Le Clézio       | Martti Ahtisaari | Paul Krugman                                                   |
| 2009 | Elizabeth Blackburn; Carol W. Greider; Jack Szostak             | Charles K. Kao; Willard S. Boyle; George E. Smith           | Venkatraman Ramakrishnan; Thomas A. Steitz; Ada E. Yonath        | Herta Müller                       | Barack Obama | Elinor Ostrom; Oliver E. Williamson                            |
| 2010 | Robert Edwards                                                  | Andre Geim; Konstantin Novoselov                            | Richard F. Heck; Ei-ichi Negishi; Akira Suzuki                   | Mario Vargas Llosa                 | Liu Xiaobo | Peter A. Diamond; Dale T. Mortensen; Christopher A. Pissarides |
| 2011 | Bruce Beutler; Jules Hoffmann; Ralph Steinman                   | Saul Perlmutter; Brian Schmidt; Adam Riess                  | Dan Shechtman                                                    | Tomas Tranströmer                  | Ellen Johnson-Sirleaf; Leymah Gbowee; Tawakkul Karman                                                                                  | Christopher A. Sims; Thomas J. Sargent                         |
| 2012 | John B. Gurdon; Shinya Yamanaka                                 | Serge Haroche; David J. Wineland                            | Robert J. Lefkowitz; Brian K. Kobilka                            | Mo Yan                             | Europeiska unionen | Alvin E. Roth; Lloyd S. Shapley                                |
| 2013 | James Rothman; Randy Schekman; Thomas Südhof                    | François Englert; Peter Higgs                               | Martin Karplus; Michael Levitt; Arieh Warshel                    | Alice Munro                        | Organisationen för förbud mot kemiska vapen                                                                                            | Eugene Fama; Lars Peter Hansen; Robert J. Shiller              |
| 2014 | John O'Keefe; May-Britt Moser; Edvard Moser                     | Isamu Akasaki; Hiroshi Amano; Shuji Nakamura                | Eric Betzig; Stefan Hell; William Moerner                        | Patrick Modiano                    | Malala Yousafzai; Kailash Satyarthi | Jean Tirole                                                    |
| 2015 | William C. Campbell; Satoshi Ōmura; Youyou Tu                   | Takaaki Kajita; Arthur McDonald                             | Tomas Lindahl; Paul Modrich; Aziz Sancar                         | Svetlana Aleksijevitj              | Tunisiens nationella dialogkvartett | Angus Deaton                                                   |
| 2016 | Yoshinori Ohsumi                                                | David J. Thouless; Duncan Haldane; John M. Kosterlitz       | Jean-Pierre Sauvage; Fraser Stoddart; Ben Feringa                | Bob Dylan                          | Juan Manuel Santos | Oliver Hart; Bengt Holmström                                   |
| 2017 | Jeffrey C. Hall; Michael Rosbash; Michael W. Young              | Kip Thorne; Barry C. Barish; Rainer Weiss                   | Jacques Dubochet; Joachim Frank; Richard Henderson               | Kazuo Ishiguro                     | International Campaign to Abolish Nuclear Weapons                                                                                      | Richard H. Thaler                                              |
| 2018 | James P. Allison; Tasuku Honjo                                  | Arthur Ashkin; Gérard Mourou; Donna Strickland              | Frances Arnold; George P. Smith; Gregory P. Winter               | Olga Tokarczuk[G]                  | Denis Mukwege; Nadia Murad | William Nordhaus; Paul Romer                                   |
| 2019 | William G. Kaelin Jr.; Peter J. Ratcliffe; Gregg L. Semenza     | James Peebles; Michel Mayor; Didier Queloz                  | John Bannister Goodenough; M. Stanley Whittingham; Akira Yoshino | Peter Handke                       | Abiy Ahmed | Abhijit Banerjee; Esther Duflo; Michael Kremer                 |
| 2020 | Harvey J. Alter; Michael Houghton; Charles M. Rice              | Roger Penrose; Reinhard Genzel; Andrea Ghez                 | Emmanuelle Charpentier; Jennifer Doudna                          | Louise Glück                       | Världslivsmedelsprogrammet | Paul Milgrom; Robert B. Wilson                                 |
| 2021 | David Julius; Ardem Patapoutian                                 | Syukuro Manabe; Klaus Hasselmann; Giorgio Parisi            | Benjamin List; David MacMillan                                   | Abdulrazak Gurnah                  | Maria Ressa; Dmitrij Muratov | David Card; Joshua Angrist; Guido Imbens                       |
| 2022 | Svante Pääbo                                                    | Alain Aspect; John Clauser; Anton Zeilinger                 | Carolyn Bertozzi; Morten Meldal; Karl Barry Sharpless            | Annie Ernaux                       | Ales Bjaljatski; Memorial; Center for Civil Liberties                                                                                  | Ben Bernanke; Douglas W. Diamond; Philip H. Dybvig             |
| 2023 | Drew Weissman; Katalin Karikó                                   | Pierre Agostini; Ferenc Krausz; Anne L'Huillier             | Moungi Bawendi; Louis E. Brus; Aleksej Ekimov                    | Jon Fosse                          | Narges Mohammadi | Claudia Goldin                                                 |
| 2024 | Victor Ambros; Gary Ruvkun                                      | John Hopfield; Geoffrey Hinton                              | David Baker; Demis Hassabis; John M. Jumper                      | Han Kang                           | Nihon Hidankyo | Daron Acemoglu; Simon Johnson; James A. Robinson               |
| År   | Fysiologi eller medicin                                         | Fysik                                                       | Kemi                                                             | Litteratur                         | Fred | Ekonomi                                                        |